# Parapsilorhynchus tentaculatus
Parapsilorhynchus tentaculatus är en fiskart som först beskrevs av Annandale, 1919.  Parapsilorhynchus tentaculatus ingår i släktet Parapsilorhynchus och familjen karpfiskar. IUCN kategoriserar arten globalt som livskraftig. Inga underarter finns listade i Catalogue of Life.